# 野村淳治
野村 淳治（のむら じゅんじ、1876年（明治9年）6月8日 - 1950年（昭和25年）12月15日）は、石川県出身の法学者。

## 人物
石川県士族・野村宗貞の長男として生まれる。1900年（明治33年）東京帝国大学法科大学法律学科を卒業し、大学院に入り、1901年（明治34年）文官高等試験に合格し、東京帝国大学法科大学助教授となる。1902年（明治35年）法学研究のためフランスとドイツに留学する。
1906年（明治39年）から退官まで、一木喜徳郎の後任として国法学講座を担当した。1910年（明治43年）に法学博士となり、後に教授となる。1937年（昭和12年）に退官し、東京帝国大学名誉教授となる。専門は行政法及び憲法。終戦後の1945年（昭和20年）の10月に幣原喜重郎内閣の松本烝治国務大臣を主任として組織された憲法問題調査委員会の委員となる。同委員として首相公選制または準公選制を特徴とする憲法改正案を作成するが、同委員であった美濃部達吉らと対立し、同案は私案となる。
1946年（昭和21年）3月22日、貴族院勅選議員に任じられ、無所属倶楽部に属し同年7月27日まで在任した。

## 栄典
- 1926年（大正15年）4月2日 - 正四位[6]